# Parkstein (Basaltkegel)
Der Parkstein, auch Hoher Parkstein und Basaltkegel Hoher Parkstein genannt, ist ein Basaltkegel in Parkstein im Oberpfälzer Landkreis Neustadt an der Waldnaab in Bayern und der südlichste erloschene Vulkan im Freistaat.

## Beschreibung

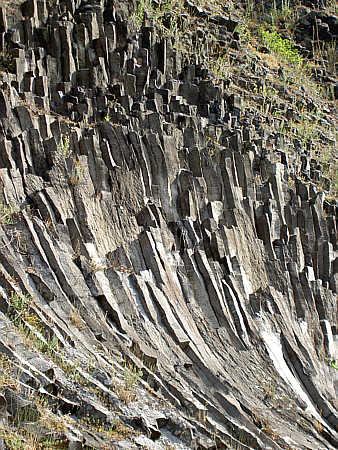
Basaltsäulen am Parkstein

Er befindet sich etwa zehn Kilometer nordwestlich von Weiden in der Oberpfalz und ist eines der beliebtesten Wander- und Ausflugsziele in der nördlichen Oberpfalz. Auf seinem Gipfel stand einst die Burg Parkstein. Rund um den vulkanisch entstandenen Berg mit einer Höhe von 595 m ü. NN befindet sich die gleichnamige Ortschaft Parkstein.
Nach einem vielfach wiedergegebenen Zitat nannte Alexander von Humboldt den Parkstein den „schönsten Basaltkegel Europas“.

## Geologie
Der Parkstein ist der herausgewitterte Förderschlot eines ehemaligen Vulkans. Durch die im Tertiär einsetzende Hebung und damit verbundene Erosion ist die zur Zeit des Vulkanismus bestehende alte Landoberfläche um mindestens 100 Meter, wahrscheinlich einige Hundert Meter, abgetragen worden. Reste des oberirdischen Vulkangebäudes haben sich also keine erhalten. Im Ort Parkstein und unmittelbar nordöstlich der Ortschaft durchbrechen zwei ovale, voneinander getrennte Schlotbrekzien (Diatrem-Brekzien) die Deckgebirgsschichten, die hier aus Arkosen der in der Oberkreide abgelagerten Parkstein-Formation über triassischem Buntsandstein bestehen. Der südliche davon, im Ort Parkstein, wurde nachträglich von einem bei einer späteren Ausbruchphase aufgestiegenen Basaltgang durchschlagen. Die Diatrembrekzie besteht aus Nebengesteins-Bruchstücken (Xenolithen) und Basaltblöcken, teilweise vulkanische Bomben, die in ein weiches poröses Tuffgestein eingebettet sind. Wahrscheinlich handelt es sich um die Schlotfüllung bei Bildung eines Maares. Der später aufgedrungene Basalt hat durch seine größere Härte den Tuff vor Abtragung geschützt und wurde bei der Erosion als Härtling freipräpariert. Der heutige, eindrucksvolle Aufschluss mit den Basaltsäulen geht aber erst auf einen ehemaligen kleinen Steinbruch zurück. In beispielhafter Ausbildung sind die bei der Abkühlung entstandene Basaltsäulen zu sehen. Diese entstanden bei der Abkühlung des Gesteins als Schrumpfungsrisse, sie stehen immer senkrecht auf der abkühlenden Oberfläche und lassen daher deren damalige Lage rekonstruieren. Die teilweise gebogenen Säulen bilden Fächer und Garben aus, sie haben etwa 30 Zentimeter Durchmesser. Das kieselsäurearme und daher alkalische Basaltgestein ist nach moderner Nomenklatur ein Nephelin-Basanit, sein Alter wird nach verschiedenen Analysen (Kalium-Argon-Datierung) auf etwa 22,3 bis 23,8 Millionen Jahre geschätzt.
Der Parkstein ist der südlichste Basaltberg des Oberpfälzer Bruchschollenlands westlich der Störungszone der fränkischen Linie, zu dem Gebiet gehören weitere markante Kuppen wie der Waldecker Schlossberg und der Rauhe Kulm. Der Vulkanismus ist Bestandteil der zentraleuropäischen Vulkanprovinz und an die Bruchzone des östlich verlaufenden Egergrabens gebunden, dessen Streichen die lokalen Verwerfungen folgen. Magma konnte hier im Zusammenhang mit der Beanspruchung und Verdünnung der kontinentalen Kruste im Zusammenhang mit der alpidischen Orogenese an vorher existierenden (präformierten) Brüchen und Verwerfungen seit dem Oligozän aufdringen. Westlich der fränkischen Linie sind etwa 20 Basaltschlote bekannt.

## Naturschutz
Ein etwa 3 ha großes im Tertiär entstandenes Areal ist als Naturschutzgebiet ausgewiesen. Im ehemaligen Schlot erkaltete die Lava langsam. Dabei bildeten sich charakteristische Basaltsäulen. Das Naturschutzgebiet beschränkt sich auf den Bereich des Vulkanschlotes, auf dessen Spitze sich die Reste einer ehemaligen, bis ins 11. Jahrhundert zurückreichenden Festung sowie eine aus dem 19. Jahrhundert stammende Kapelle befinden.
Das Naturschutzgebiet wurde am 6. November 1937 und am 5. Januar 1951 sowie am 24. November 1976 mit geänderter Verordnung erneut ausgewiesen.

## Geotop
Der Basaltkegel ist vom Bayerischen Landesamt für Umwelt als Geotop 374R004 ausgewiesen und im Jahr 2004 mit dem offiziellen Gütesiegel „Bayerns schönste Geotope“ ausgezeichnet worden.
Im Jahr 2006 erfolgte die Aufnahme in die Liste der 77 ausgezeichneten Nationalen Geotope Deutschlands.